# Ficaria fascicularis
Ficaria fascicularis K.Koch – gatunek rośliny z rodziny jaskrowatych (Ranunculaceae Juss.). Występuje naturalnie w Turcji, na Kaukazie, w Iraku, Iranie oraz Turkmenistanie. 

## Morfologia
PokrójBylina dorastająca do 5–15 cm wysokości.
LiścieMają kształt od owalnie okrągłego do podłużnego. Mierzą 2–5 cm długości oraz 2 cm szerokości. Nasada liścia jest sercowata. Liść jest na brzegu całobrzegi lub karbowany. Ogonek liściowy jest nagi i ma 4–12 cm długości.
KwiatySą pojedyncze. Rozwijają się na szczytach pędów. Mają 5 owalnych działek kielicha, które dorastają do 6–10 mm długości. Mają od 9 do 11 liniowych i żółtych płatków o długości 10–20 mm.
OwoceNagie niełupki o długości 2 mm.

## Biologia i ekologia
Rośnie na wilgotnych terenach skalistych, w miejscach, gdzie długo zalega śnieg. Występuje na wysokości od 1500 do 2300 m n.p.m. Kwitnie od kwietnia do maja.